# Saleta Castro
María Saleta Castro Nogueira (Pontevedra, 3 de noviembre de 1987) es una triatleta profesional seleccionada por el Equipo Nacional Sub-23 de Triatlón (Distancia Olímpica) y Campeona Nacional de la categoría Élite en Larga Distancia 2010.

## Historia
En 2003, a la edad de 15 años, participa en su primera competencia de la UIT logrando el quinto lugar en el Campeonato del Equipo Europeo de la Juventud en Győr (20 de julio de 2003).
En 2009 Saleta Castro fue número 1 en el ranking de la élite española aunque había participado en sólo tres de los diez eventos de circuito. En el Campeonato Sub-23 de Galicia logra el segundo puesto y el tercero en el Campeonato Élite.
En 2010 Saleta Castro fue número 3 en el ranking de la élite española de triatlón y gana la Medalla de Oro en el Campeonato Gallego de Élite.
En 2011, Saleta Castro centra su carrera deportiva en los triatlones de larga distancia al ser becada entre los DAR (Deportistas Alto Rendimiento) de 2011, triatletas de élite de Larga Distancia de España según el DAR de 2011).
Desde sus inicios, Saleta Castro representó al club gallego Cidade de Lugo Fluvial, entrenando habitualmente en el Centro Galego de Tecnificación Deportiva (CGTD) junto a otros triatletas españoles como Aida Valiño, Óscar Vicente y Jesús Gomar. Desde 2014 reside en Lanzarote para mejorar su preparación de cara a afrontar las principales pruebas a nivel internacional.

## Competiciones ITU (International Triathlon Union)
Lista basada en el ranking ITU y la página de perfil de la deportista. Si no se indica otra cosa, todas las competiciones son triatlones (Distancia Olímpica) y corresponden a la categoría denominada Élite.
| Fecha      | Competición                                                   | Lugar             | Puesto |
| ---------- | ------------------------------------------------------------- | ----------------- | ------ |
| 2005-07-23 | European Championship (Junior Femenino)                       | Alexandroupoli(s) | 20     |
| 2005-07-23 | European Championship (Junior Femenino por Relevos)           | Alexandroupoli(s) | 9      |
| 2006-04-23 | European Cup                                                  | Estoril           | 22     |
| 2006-05-07 | European Cup                                                  | Alexandroupoli(s) | 12     |
| 2006-06-04 | BG World Cup                                                  | Madrid            | 49     |
| 2006-06-23 | European Championships (Junior)                               | Autun             | 27     |
| 2006-10-08 | European and Pan American Cup and Iberoamerican Championships | Baeza             | 10     |
| 2007-05-20 | Premium European Cup                                          | Sanremo           | 25     |
| 2007-06-03 | BG World Cup                                                  | Madrid            | 43     |
| 2007-07-21 | European Championships (U23)                                  | Kuopio            | 22     |
| 2008-04-19 | Premium European Cup                                          | Pontevedra        | DNF    |
| 2008-05-24 | Duathlon European Championships (U23)                         | Serres            | 3      |
| 2008-06-28 | 9th World University Championship                             | Erdek             | 19     |
| 2008-08-03 | European Cup                                                  | Egirdir           | 10     |
| 2008-08-24 | European Cup and Small States of Europe Championships         | Weiswampach       | 16     |
| 2008-09-06 | European Championships (U23)                                  | Pulpì             | 24     |
| 2008-11-22 | African Cup                                                   | Mombasa           | 1      |
| 2009-04-05 | European Cup                                                  | Quarteira         | DNF    |
| 2009-05-17 | Premium European Cup                                          | Pontevedra        | 24     |
| 2009-05-23 | Duathlon European Championships (U23)                         | Budapest          | 7      |
| 2009-06-14 | European and Pan American Cup and Iberoamerican Championships | Ferrol            | 16     |
| 2009-06-20 | European Championships (U23)                                  | Tarzo Revine      | 16     |
| 2009-07-18 | European Cup                                                  | Athlone           | 10     |
| 2009-07-25 | European Cup and Balkan Championships                         | Varna             | 9      |
| 2010-01-10 | Pan American Cup                                              | Viña del Mar      | 8      |
| 2010-01-15 | Pan American Cup                                              | La Paz            | 6      |
| 2010-04-11 | European Cup                                                  | Quarteira         | 29     |
| 2010-06-12 | Premium European Cup                                          | Pontevedra        | 22     |
| 2010-10-29 | Long Distance Triathlon World Series Event                    | Ibiza             | 3      |
| 2011-04-30 | Cross Triathlon World Championships                           | Extremadura       | 18     |

BG = Acrónimo del patrocinador British Gas · DNF = did not finish/no finalizó · DNS = did not start/no comenzó